# Peter Conradin von Planta

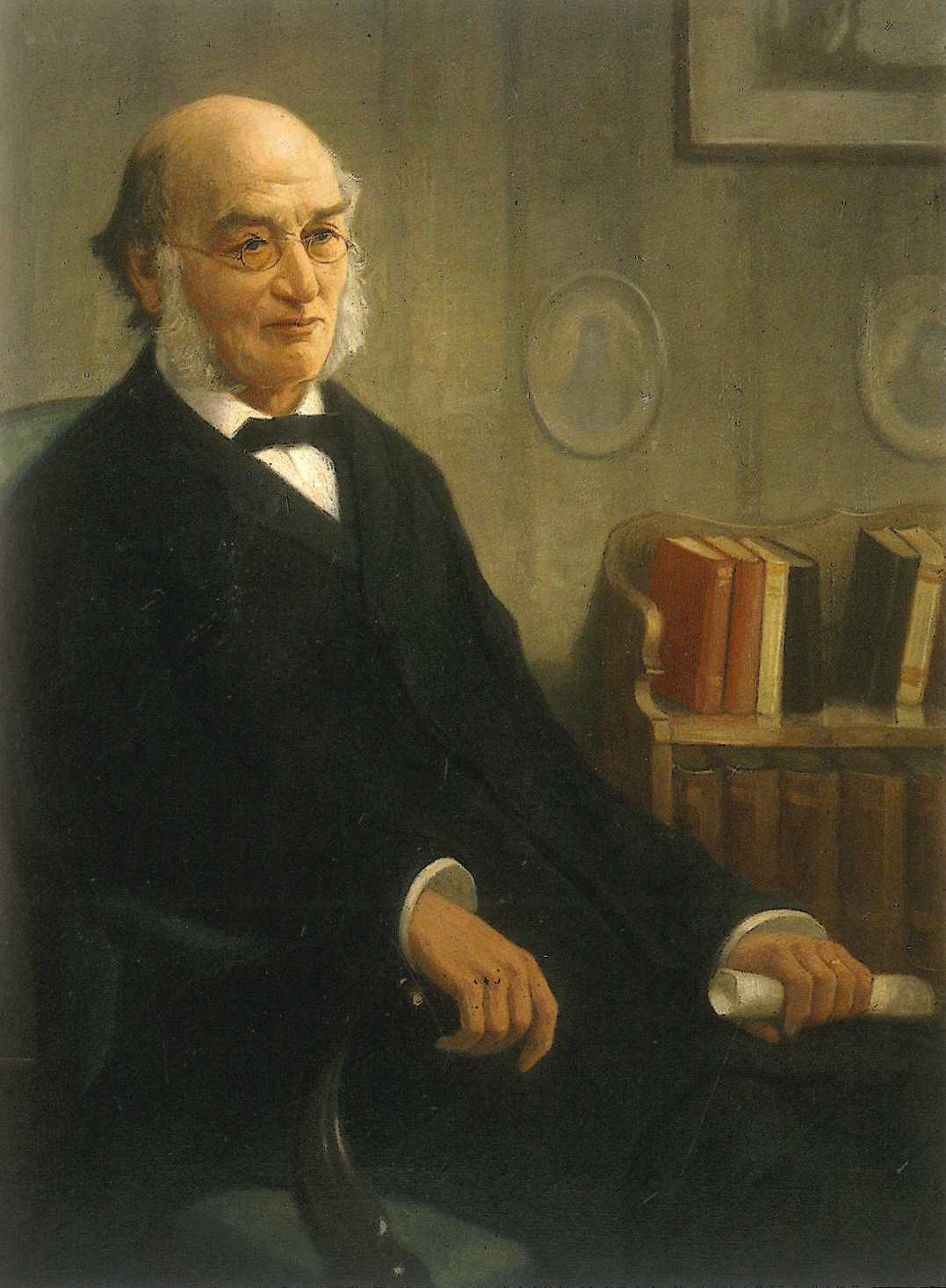
von Planta um 1900. Ölgemälde von Ernst Schweizer

Peter Conradin von Planta (* 24. September 1815 in Zernez; † 13. September 1902 in Canova) war ein Schweizer Jurist, Journalist und Politiker.

## Leben

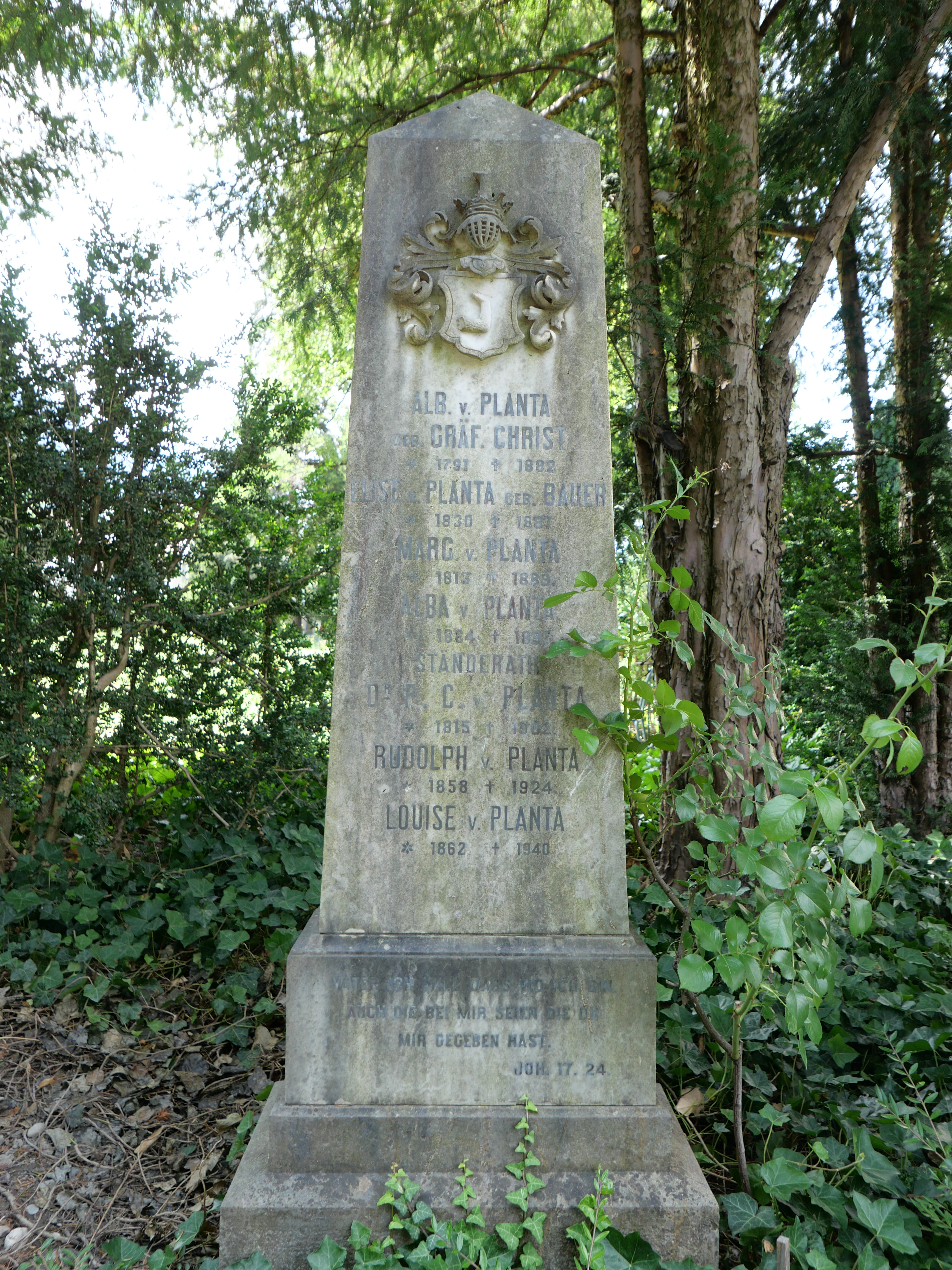
von Plantas Grab – in dem auch seine Frau Elise, geb. Bauer (1830–1887) und andere Familienangehörige bestattet sind – auf dem Friedhof Daleu in Chur.

Peter Conradin von Planta entstammte dem alten Bündner Ministerialengeschlecht der Planta. Er besuchte von 1828 bis 1834 das Gymnasium Chur und 1835 die Thomasschule zu Leipzig. Von 1834 bis 1837 studierte er Rechtswissenschaften an der Universität Leipzig und an der Ruprecht-Karls-Universität Heidelberg.
Im Jahr 1841 wurde er Gemeindepräsident von Zernez. Von 1843 bis 1848 arbeitete er für die Zeitschriften Heil des Tellen und Neue Helvetia, von 1843 bis 1848 für die Zeitung Freie Rätier, von 1851 bis 1856 für den Liberalen Alpenboten und von 1860 bis 1865 für die Neue Bündner Zeitung.
Im Kanton Graubünden wirkte er als Stadtschreiber, Stadtrichter, Kreispräsident, Kreisrichter, Regierungsrat, Standeskommissionsmitglied, Grossrat und Kantonsgerichtspräsident. Ausserdem war er mehrmals Ständerat und 1857 Nationalrat.
Er arbeitete als Rechtsanwalt und als Aktuar beim Bundesgericht in Bern. Er wirkte am  Bündner Zivilgesetzbuch von 1861 mit.
Planta leitete die Schweizerische Gemeinnützige Gesellschaft, den Schweizerischen Juristenverein und die Historisch-Antiquarische Gesellschaft von Graubünden. 1862 verlieh ihm die Universität Zürich die Ehrendoktorwürde.
Nach 1850 verkaufte er das Schloss Wildenberg in Zernez, das seit 1302 im Besitz der von Planta gewesen war.

## Schriften
(Auswahl)
- Rede über die aargauische Klosterangelegenheit, gehalten am 20. Oktober 1841 im bündnerischen Grossen Rath. Benedict, Chur 1841. (Digitalisat)
- Die Wissenschaft des Staates. Erster Theil: Der Mensch. (Erste Auflage unter dem Pseudonym Pertinax Philalethes). Verlag Huber und Comp., Sankt Gallen und Bern 1848. (Digitalisat)
- Die Wissenschaft des Staates. Oder Die Lehre von dem Lebensorganismus. Erster Theil. Der Mensch und der Kosmos. (Zweite, verbesserte Auflage – nicht mehr unter Pseudonym). Grubenmannsche Buchhandlung, Chur 1852. (Digitalisat)
- Die Wissenschaft des Staates. Oder Die Lehre von dem Lebensorganismus. Zweiter Theil. Die Gesellschaft und der Staat. Grubenmannsche Buchhandlung, Chur 1852. (Digitalisat)
- Bündnerisches Civilgesetzbuch. Mit Erläuterungen des Gesetzesredaktors. Verlag Leonhard Hitz, Chur 1863. (Digitalisat)
- Das alte Raetien staatlich und kulturhistorisch dargestellt. Weidmannsche Buchhandlung, Berlin 1872. (Digitalisat)
- Die currätischen Herrschaften in der Feudalzeit. Verlag K.J. Wyss, Bern 1881. (Digitalisat)
- Geschichte von Graubünden in ihren Hauptzügen gemeinfasslich dargestellt. Verlag K.J. Wyss, Bern 1892. (Digitalisat)